# Новогодняя ночь (фильм)
«Новогодняя ночь» (нем. Sylvester) — кинофильм режиссёра Лупу Пика, вышедший на экраны в 1924 году. Классический представитель стиля «каммершпиль».

## Сюжет
В канун нового года мужчина готовится встретить праздник с женой и матерью. Отношения между женщинами натянутые, но поначалу всё проходит спокойно. В какой-то момент мать видит на стене две фотографии сына — с собой и с супругой — и не может сдержать ревность. Начинается открытое противостояние между женщинами, каждая из которых пытается перетянуть мужчину на свою сторону. Последний, не в силах совершить этот выбор, накладывает на себя руки.

## В ролях
- Ойген Клёпфер — муж
- Эдит Поска — его жена
- Фрида Рихард — его мать
- Карл Харбахер
- Юлиус Херман
- Рудольф Блюмнер

## Художественные особенности
Каммершпиль, одним из основоположников которого в кино считается Лупу Пик, подразумевает обращение к повседневности, к личным переживаниям людей среднего класса, что полностью противоречило установкам популярного в начале 1920-х годов немецкого экспрессионизма. В «Новогодней ночи» локальная драма трёх человек вписана в глобальный метафизический контекст, за который отвечают кадры бушующего моря или веселящейся толпы. При этом уже здесь используется метод «подвижной кинокамеры», нашедший столь полное воплощение в «Последнем человеке» Ф.В. Мурнау. Однако, несмотря на заявления самого Пика, фильм оказался не столь далёк от стилистики экспрессионизма, как кажется. Причина в сценарии Карла Майера, на что обратила внимание ещё историк кино Лотта Эйснер: 
Конфликт между автором сценария — писателем-экспрессионистом — и режиссёром, интерпретирующим сценарий в психологическом русле, обнаруживается во всём... Лупу Пик вовсе не был режиссёром, подарившим немецкому кинематографу новый реализм. Он лишь усложняет своей «глубокой» психологией эмоциональный строй и внешний облик персонажей, которые, однако, по сути витают такими же бледными призраками в пространстве, как и образы, порождённые идеологией экспрессионизма.Айснер Л. Демонический экран. — М.: Rosebud, 2023. — С. 153.